# Museo dei mosaici di Zeugma
Il Museo dei Mosaici di Zeugma, nella città di Gaziantep, in Turchia, è il più grande museo del mosaico del mondo, contenente 1 700 m² di mosaici, superando il Museo Nazionale del Bardo a Tunisi nella categoria del più grande museo del mondo dedicato al mosaico.
I mosaici del museo sono incentrati su Zeugma, che si dice sia stata fondata come Seleucia da Seleuco I Nicatore, un generale dell'esercito di Alessandro Magno. I tesori, inclusi i mosaici, rimasero relativamente sconosciuti fino al 2000, quando i manufatti apparvero nei musei e quando i piani per nuove dighe sull'Eufrate avrebbero significato che gran parte di Zeugma sarebbe stata allagata. Molti dei mosaici rimangono coperti e squadre di ricercatori continuano a lavorare al progetto.

## Storia
Nel corso della pianificazione del Progetto dell'Anatolia Sud-Orientale, iniziato nel 1980 e destinato a fornire acqua ed energia al sud-est della Turchia, è stata decisa anche la costruzione della diga di Birecik, iniziata nel 1996. Dopo lunghi, spesso infruttuosi sforzi da parte di varie parti per avviare misure per salvare le preziose antichità di Zeugma, gli scavi di salvataggio sono finalmente iniziati nel 1995 con la collaborazione del Museo Archeologico di Gaziantep e di varie organizzazioni internazionali. Sono stati riportati alla luce numerosi manufatti, tra cui un gran numero di mosaici e dipinti murali notevoli e ben conservati. Inizialmente furono raccolti al Museo di Gaziantep, che presto si rivelò troppo piccolo. Nel 2005 è stato aperto un ampliamento accanto al vecchio museo, ma ben presto non è stato più in grado di far fronte all'abbondanza di materiale rinvenuto. Nel 2008 è iniziata la costruzione di un museo per i reperti di Zeugma, che è stato aperto ai visitatori il 27 maggio 2011. L'inaugurazione ufficiale del primo ministro Recep Tayyip Erdoğan e del ministro della Cultura Ertuğrul Günay ha avuto luogo il 9 settembre 2011.

## Collezione
La superficie totale dell'edificio del museo è di 30 000 m², la mostra occupa circa un terzo di quella su tre piani. Al momento dell'apertura, il museo ospitava mosaici con una superficie totale di 1 450 m² e ulteriori 1 000 m² ancora in fase di restauro. Il museo ha così superato il più grande museo del mosaico di Tunisi fino ad oggi e ha la più grande collezione di mosaici del mondo.
Ci sono anche 140 m² di affreschi, statue, quattro fontane romane, colonne, steli e sarcofagi, nonché una statua in bronzo del dio della guerra Marte. Quest'ultimo è alto 1,45 m è posto su una colonna alta sei metri in modo che possa essere visto da quasi ogni punto dell'edificio. È stato ritrovato nella casa di Poseidone e presenta lievi tracce di incendio. Si ritiene che sia stato nascosto lì per proteggersi dall'attacco sasanide nel 252 d.C. Tra le steli vanno ricordati due rilievi di dexiosis, posti vicino all'ingresso. Mostrano il commageno re Antioco I che stringe la mano ad Apollo / Mitra ed Eracle. I mosaici e le pitture murali sono parzialmente presentati nel loro contesto originale con colonne, fontane e altri elementi architettonici.

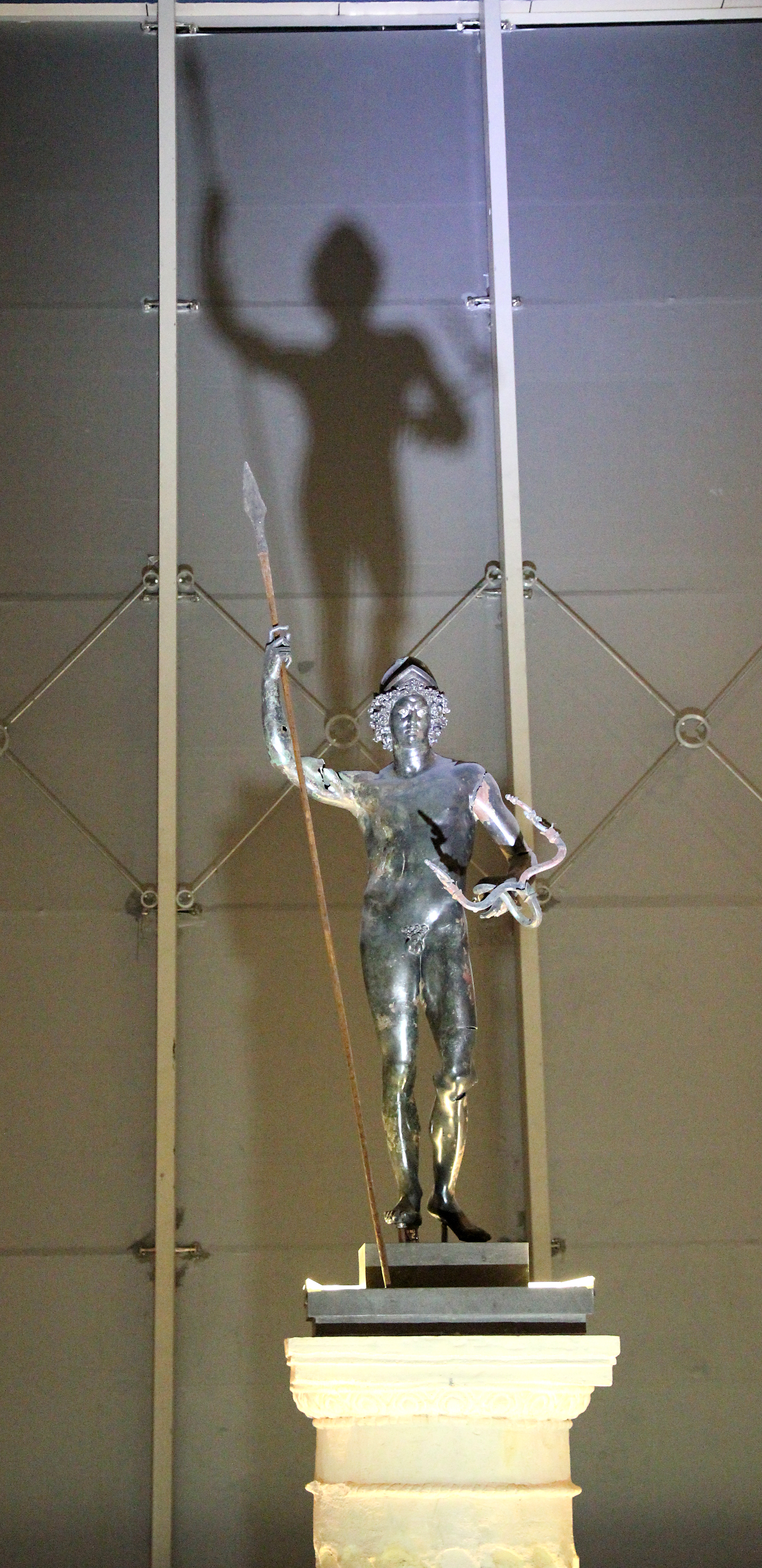
Statua di Marte

La mostra comprende anche grandi schermi interattivi che forniscono informazioni sulla storia e l'esplorazione della città di Zeugma, nonché gli scavi e le operazioni di soccorso. Un documentario viene proiettato in una stanza attigua, con varie tavole e tavoli con grandi touchscreen e proiezioni laser sensibili al movimento distribuite sui tre piani, con cui bambini e adulti possono imparare giocosamente di più sulla struttura e le caratteristiche dei mosaici, ad esempio sotto forma di puzzle.

## Mosaici
Alcuni mosaici eccezionali sono descritti di seguito come esempi.

### Ritratto di una ragazza
Il mosaico più famoso della collezione è il cosiddetto "Ragazza zingara". È l'emblema del museo ed è raffigurato sui manifesti e nella città di Gaziantep per la sua pubblicità. Il frammento mostra una giovane ragazza i cui capelli sono tenuti sotto un berretto. Parte dei capelli appare sopra la fronte, sotto il berretto, lunghi riccioli pendono liberamente lungo i lati. I resti di un fiore o di un nastro sulla destra possono appartenere a un tirso che lei o una persona in piedi accanto ad esso tiene in mano. Viene interpretato come un riferimento a una scena dionisiaca, con la ragazza che rappresenta una menade. Tracce di foglie di vite si vedono a sinistra sopra la testa, a conferma di questa interpretazione. Il mosaico è datato al II secolo d.C. È esposto in una stanza separata e buia al piano superiore.

### Oceano e Teti

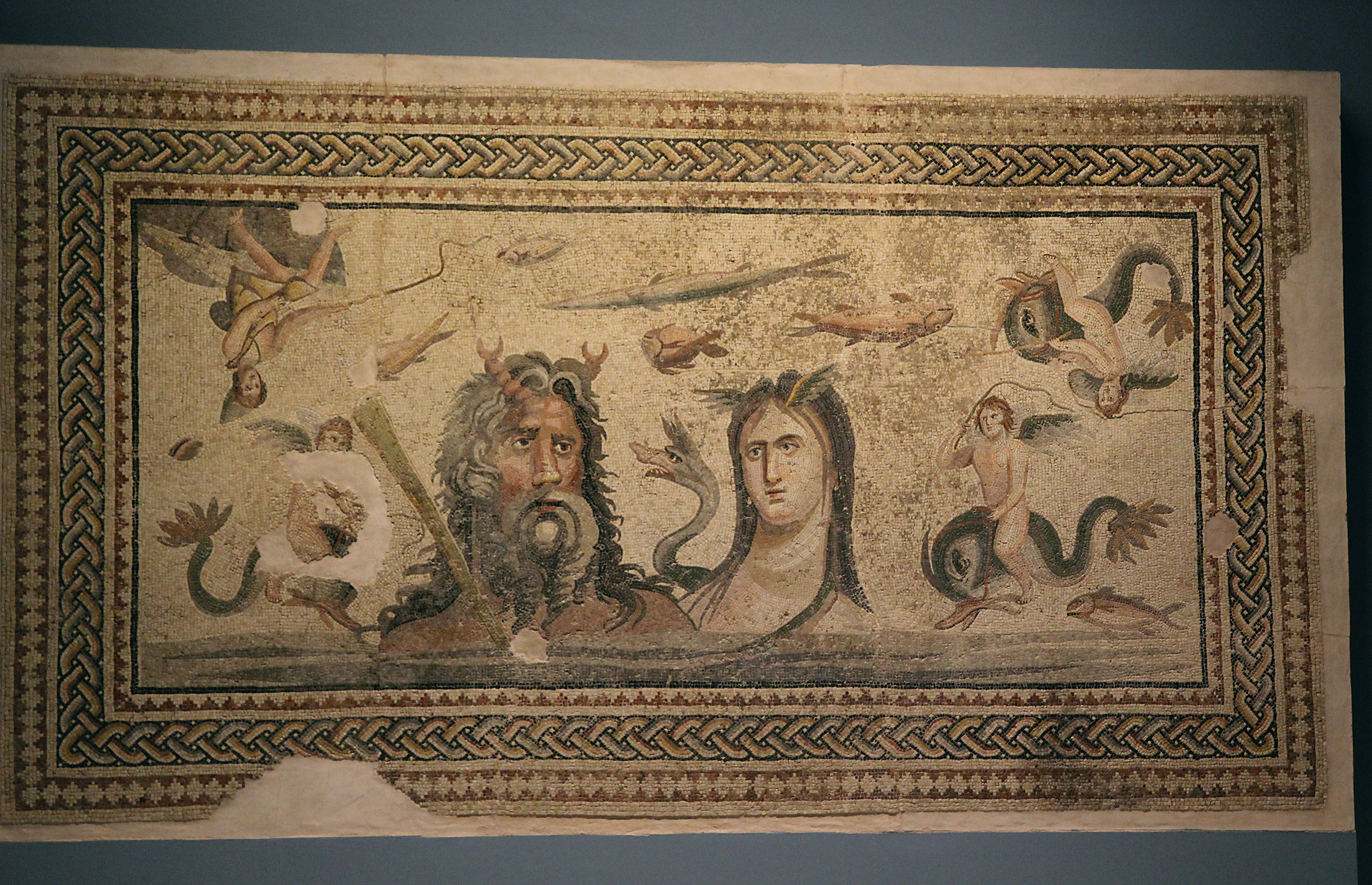
Oceano e Teti

Il mosaico mostra il dio del mare Oceano con sua moglie Teti, circondato da creature marine e quattro figure di Eros che cavalcano delfini. Il dio è mostrato con due chele di granchio come corna, un remo in una mano. Teti ha due ali sulla fronte. Il mosaico è stato ritrovato sul fondo di una piscina. La vista dall'alto è il motivo per cui due delle raffigurazioni di Eros sono capovolte. Tali immagini dell'oceano con creature marine erano motivi popolari per mosaici o dipinti nei bagni.

### Metioco e Partenope

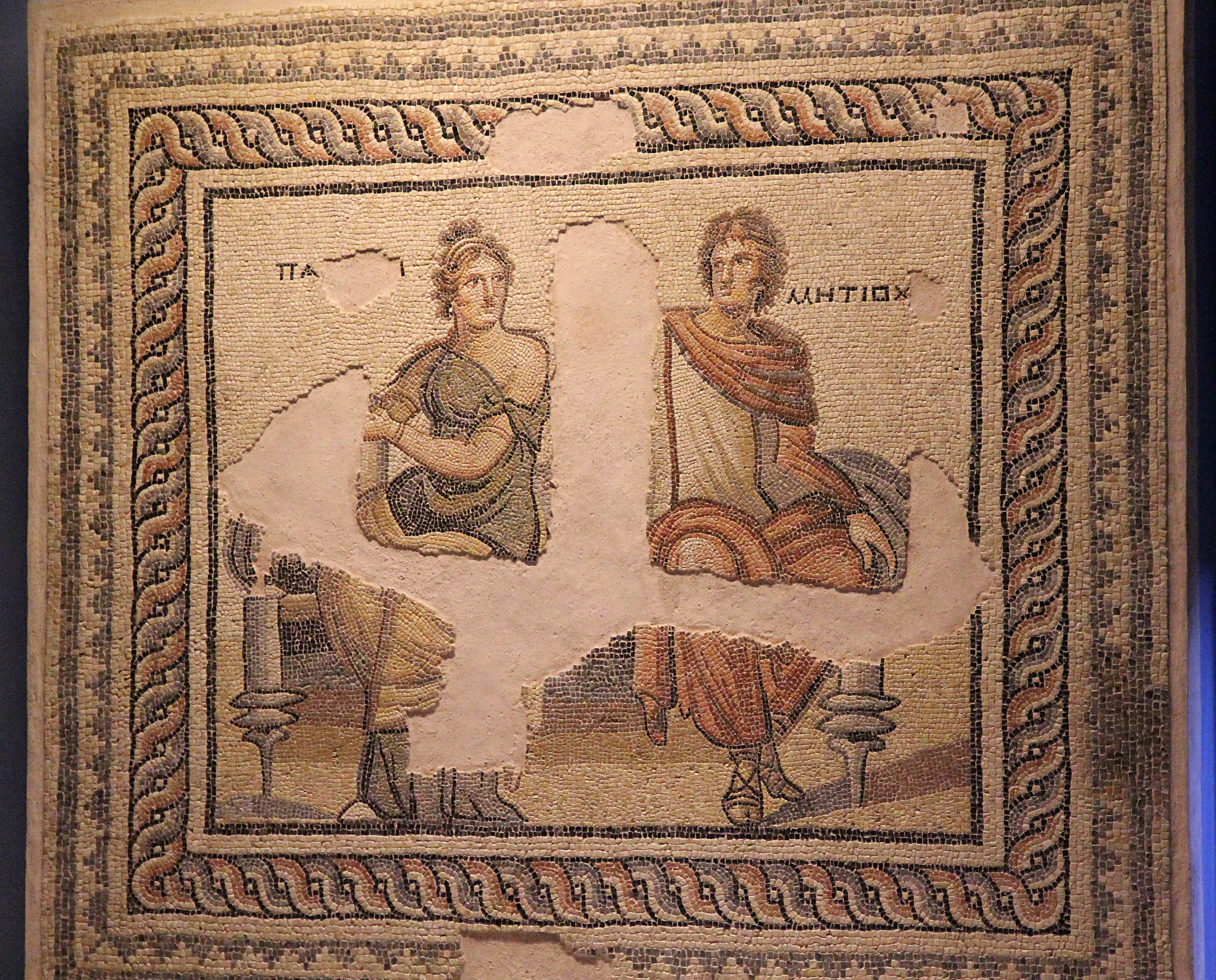
Metioco e Partenope

La cornice dell'immagine è formata da una fila di piramidi a gradini, all'interno di una fascia guilloché e da una fascia larga bianca e una stretta nera dritta. Vengono rappresentati Metioco e Partenope, identificabili tramite etichette. Metioco e Partenope sono i protagonisti di un antico racconto. Partenope era probabilmente una figlia del tiranno Policrate di Samo, il mosaico descrive l'incontro dei due. Secondo la storia, si sono già incontrati e innamorati, ma Partenope è una sacerdotessa di Artemide e ha fatto voto di castità. Sono seduti sui cuscini di un lettino simile ad un divano, le cui gambe sono sagomate con forme simili a dischi. I corpi delle figure sono leggermente voltati l'uno dall'altro, mentre le teste sono rivolte l'una verso l'altra. Partenope indossa una tunica senza spalline che espone la spalla sinistra e un Himation caduto sulle ginocchia. Braccia e polsi sono adornati con bracciali, un diadema adorna la testa e un orecchino di perle pende dall'orecchio destro visibile. Metioco indossa una tunica con due strisce verticali, il suo mantello che pende sulle spalle è piegato in grembo. Il mosaico del III secolo era già stato gravemente distrutto e saccheggiato quando fu ritrovato nel 1993, alcune parti mancanti potrebbero essere identificate nella Menil Collection di Houston (Texas) e furono restituite a Gaziantep.

### Amore e Psiche

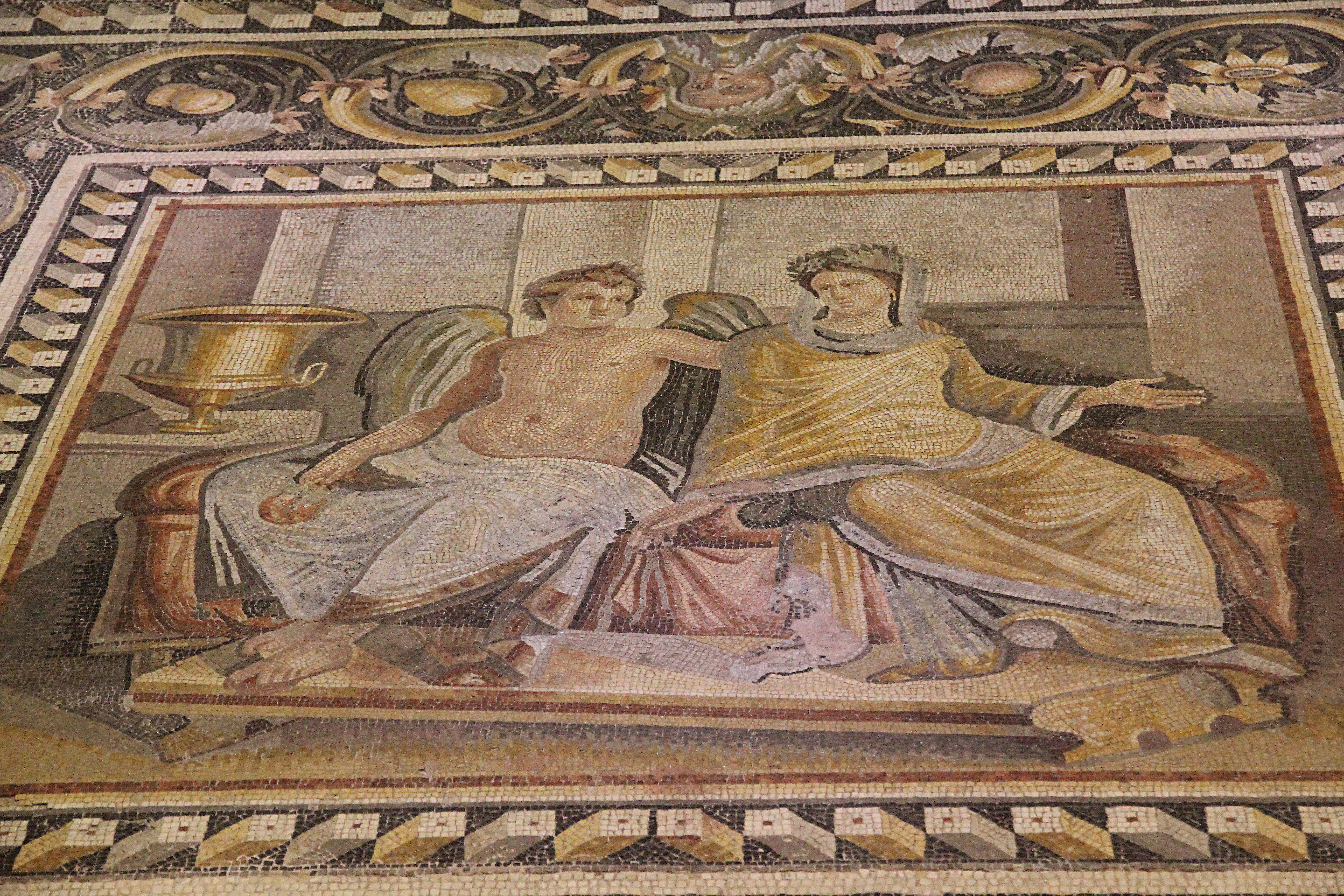
Amore (Eros) e Psiche

Il mosaico è inquadrato da due file di blocchi prospettici, inclinati verso il centro del lato. Tra le due file c'è un'ampia fascia riempita da una doppia fascia d'acanto. Le due fasce hanno origine al centro della parte superiore e inferiore di un volto maschile barbuto e si incontrano al centro del lato destro e sinistro in grandi foglie d'acanto. Le circonvoluzioni della pianta sono piene di frutta, tra cui uva, mele, pere, prugne, melograni e fichi, con piccoli fiori e viticci in mezzo.
Le figure di Eros e Psiche siedono su un lettino imbottito con i piedi su un ampio poggiapiedi. Eros è scalzo, i piedi di Psiche sono coperti dal suo mantello. Si siedono anche con i corpi leggermente distanziati l'uno dall'altro mentre le loro teste si girano l'una verso l'altra. Eros è raffigurato come un bel giovane con un torso nudo, con una corona di foglie in testa. Le sue ali hanno sfumature multicolori. Il suo braccio sinistro è avvolto intorno alla spalla della sua compagna e nella mano destra tiene in grembo un mazzo di fiori. Psiche è vestita con una tunica con maniche, il suo mantello è realizzato in tessuto traslucido. È adornata con una corona di foglie e un velo sul capo. Sullo sfondo a sinistra della scena c'è un lucido cratere metallico. L'opera è stata rinvenuta nella casa di Poseidone e risale alla seconda metà del III secolo.

### Trionfo di Dioniso

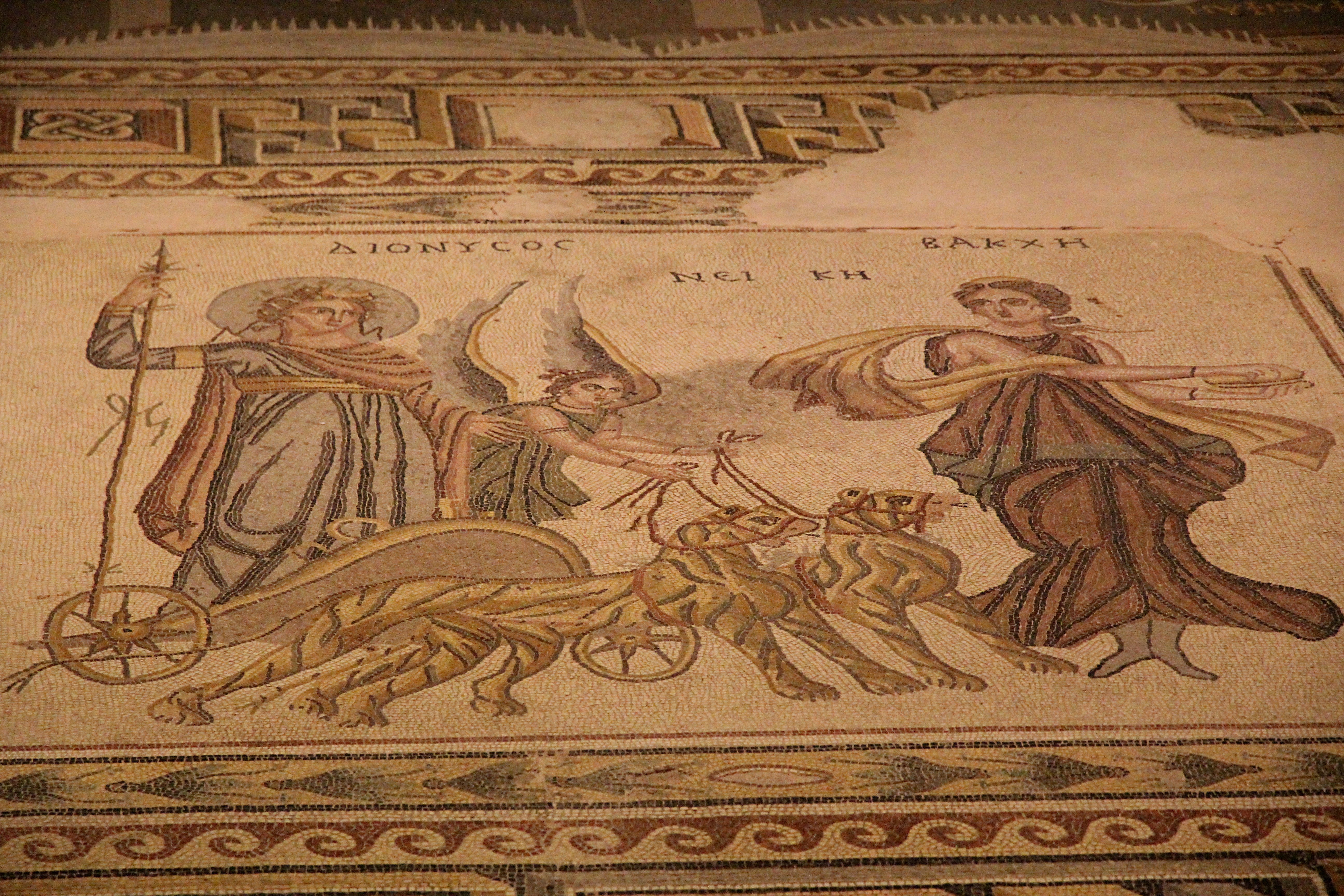
Trionfo di Dioniso

L'illustrazione del II secolo, insieme a quella di Pasifae e Dedalo, formava un mosaico pavimentale a forma di T nella casa di Poseidone. Il bordo esterno, che in alto fa anche da confine al secondo mosaico, è costituito da un nastro a meandro mostrato in prospettiva, che mostra alternanza di svastiche e rettangoli contenenti un nodo di Salomone (due ovali intrecciati). La fascia è circondata su entrambi i lati da un motivo a onde rosse e bianche, una fascia con foglie di alloro funge da cornice interna.
I personaggi che possono essere identificate dalle loro iscrizioni sono Dioniso, Nike e una baccante (menade). Dioniso è in piedi su un carro con ruote a otto razze trainate da due pantere. Un alone brilla intorno alla sua testa inghirlandata. Nella mano destra tiene un tirso con una punta di lancia, che è decorata in tre punti con nastri e foglie. È vestito nello stile tipico di un trionfo dionisiaco, indossa una lunga tunica con nastri d'oro intorno alla vita, al braccio e al polso. Un mantello pende sulla spalla sinistra e cade intorno al braccio sinistro e sulla schiena. Accanto a lui sul carro c'è Nike, che tiene le redini delle pantere. Sulla destra c'è una bacante danzante con Cimbalini a dita, che indossa una lunga tunica e una stola. Gli abiti enfatizzano il loro movimento rotatorio della danza.

## Altre strutture
L'ala sinistra, occidentale del complesso a forma di U è occupata dallo spazio espositivo, mentre le ali centrale e orientale contengono laboratori, tra cui stanze di restauro che possono essere viste attraverso pareti di vetro, sale amministrative, una caffetteria, un negozio del museo e un centro congressi. Ci sono colonne e una statua nel cortile centrale coperto.